# 駐韓美軍
駐韓美軍（英語：United States Forces Korea, USFK），是對美軍派駐大韓民國部隊的統稱，總部位於京畿道平澤市的漢弗萊營。與駐日美軍的性質不同，是因為韓戰時期以美軍為首的聯合國軍進入韓國參戰，但朝鲜战争法理上尚未結束，在停戰後美軍未撤離並且簽訂美韓共同防禦條約，於1954年起長期駐留。從1990年代開始隨著冷戰瓦解和美軍重新編制，正逐步縮減之中。
美國總統小布希執政時代大幅改編駐韓美軍，並交辦時任美國國防部長唐納德·倫斯斐於2003年宣布重編首爾以北美軍調動計畫。 2011年，設定部屬28,500人的規劃，目前總現有兵力約23,468人。駐韓美軍司令為美國陸軍四星上將，同時兼任聯合國軍司令、韓美聯合司令部司令，駐韓美軍副司令為美國空軍三星中將，兼任第七航空隊司令。

## 历史

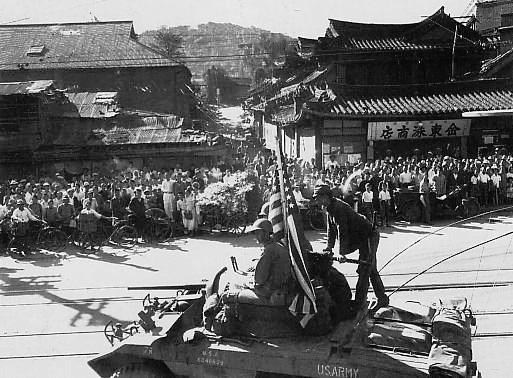
二戰後第一批進駐韓國的美軍

1945年日本无条件投降后，美苏以北纬38度线为界分别进驻朝鲜半岛。同年12月，苏军全部撤离朝鲜半岛。半年后，美军也宣布从南部撤军，但留下了文官和“军事顾问团”。1950年6月25日，朝鲜战争爆发。5天后，美国陆军第24师所属的1个营开始进驻韩国。同年7月，时任韩国总统李承晚与美军司令麦克阿瑟签署《大田协定》，将韩国军队作战权移交给联合国军司令。同年9月，美军在仁川登陆。朝鲜战争期间，美军共有32.5万人投入战争，有3.3万余人阵亡，12万人负伤。1953年战争结束时，美军在韩国的总兵力有32万，包括陆军7个师，海军陆战队1个师及其它部队。:184
1953年10月1日，韩美签订《韩美共同防御条约》，规定“两国之中任何一方的政治独立和安全无论在何时受到外部武装攻击的威胁，双方都要共同协商”，同时“韩国给予美国在其领土及其周围部署陆、海、空军的权力”。《韩美共同防御条约》的签订为美国在韩国驻军提供了法律依据，也标志着美韩安全关系的正式形成。在《韩美共同防御条约》签订后，美国在韩国留下约7万名美军驻扎韩国，其它部队则撤出。1958年，美国又分阶段撤军，只保留了陆军2个师。:184-185
1954年11月，韩美缔结《韩美协商议事录》，以保障韩美同盟运营机制的顺利运转。之后，双方根据朝鲜半岛安全环境的变化先后设立了韩美安保协商会议、韩美军事委员会、韩美联合司令部三大安保合作实体运作机构，以加强驻韩美军与韩国军队的协调。韩美安保协商会议开始于1968年，主要是接受两国元首和军事指挥机构的委任，向韩美军事委员会下达战略方针。1978年7月，由韩国联合参谋本部议长和美国参谋长联席会议主席主持的军事委员会会议成立。该会是韩美联军司令部的上级机关，向韩美联军司令部下达战略指示和作战命令。两国通过该会协商主要军事问题。同年11月，韩美联合防卫体制的实际运营机构韩美联军司令部成立，司令官由驻韩美军四星将军担任，副司令由韩国将军担任，司令部参谋根据两国平等原则组成。联合司令部下设陆、海、空司令部、联合特战司令部、驻韩美军海军陆战队司令部。:1852020年12月11日，美國與南韓達成協議，駐韓美軍將向南韓政府交還12處駐軍基地，其中首尔市龙山区5处、首尔市中区的1处、京畿道3处、大邱市1处、庆尚北道1处和江原道1处。

### 駐韓美軍歷年人數（1950年至今）
| 年   | 人數    |
| ---- | ------- |
| 1950 | 510     |
| 1951 | 42,069  |
| 1952 | 326,863 |
| 1953 | 326,863 |
| 1954 | 225,590 |
| 1955 | 75,328  |
| 1956 | 68,813  |
| 1957 | 71,045  |
| 1958 | 46,024  |
| 1959 | 49,827  |
| 1960 | 55,864  |
| 1961 | 57,694  |
| 1962 | 60,947  |
| 1963 | 56,910  |
| 1964 | 62,596  |
| 1965 | 58,636  |
| 1966 | 47,076  |
| 1967 | 55,057  |
| 1968 | 62,263  |
| 1969 | 66,531  |
| 1970 | 52,197  |
| 1971 | 40,740  |
| 1972 | 41,600  |
| 1973 | 41,864  |
| 1974 | 40,387  |
| 1975 | 40,204  |
| 1976 | 39,133  |
| 1977 | 40,705  |
| 1978 | 41,565  |
| 1979 | 39,018  |
| 1980 | 38,780  |
| 1981 | 38,254  |
| 1982 | 39,194  |
| 1983 | 38,705  |
| 1984 | 40,785  |
| 1985 | 41,718  |
| 1986 | 43,133  |
| 1987 | 44,674  |
| 1988 | 45,501  |
| 1989 | 44,461  |
| 1990 | 41,344  |
| 1991 | 40,062  |
| 1992 | 35,743  |
| 1993 | 34,830  |
| 1994 | 36,796  |
| 1995 | 36,016  |
| 1996 | 36,539  |
| 1997 | 35,663  |
| 1998 | 36,890  |
| 1999 | 35,913  |
| 2000 | 36,565  |
| 2001 | 37,605  |
| 2002 | 37,743  |
| 2003 | 41,145  |
| 2004 | 40,840  |
| 2005 | 30,983  |
| 2020 | 28,500  |

## 主要部隊
- 美國陸軍：第八軍團，19,755人
- 美國空軍：第七航空隊，8,815人

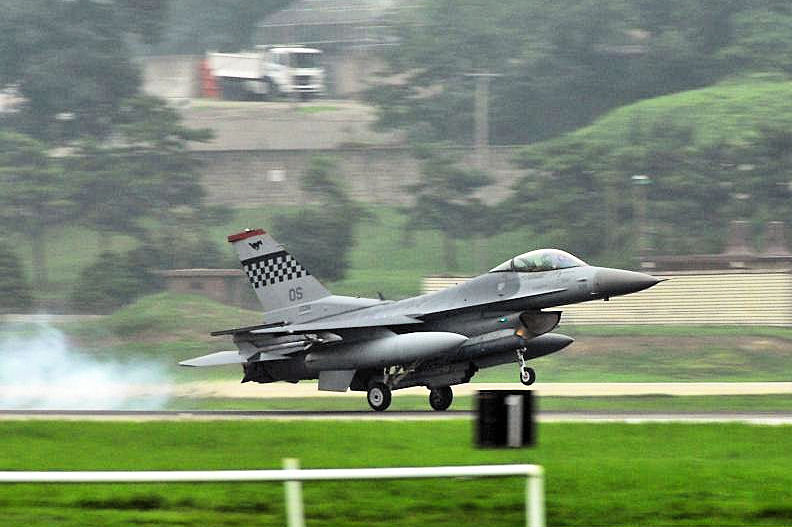
美國空軍第51戰鬥機聯隊一架F-16C/D Block 40降落在平澤市烏山空軍基地

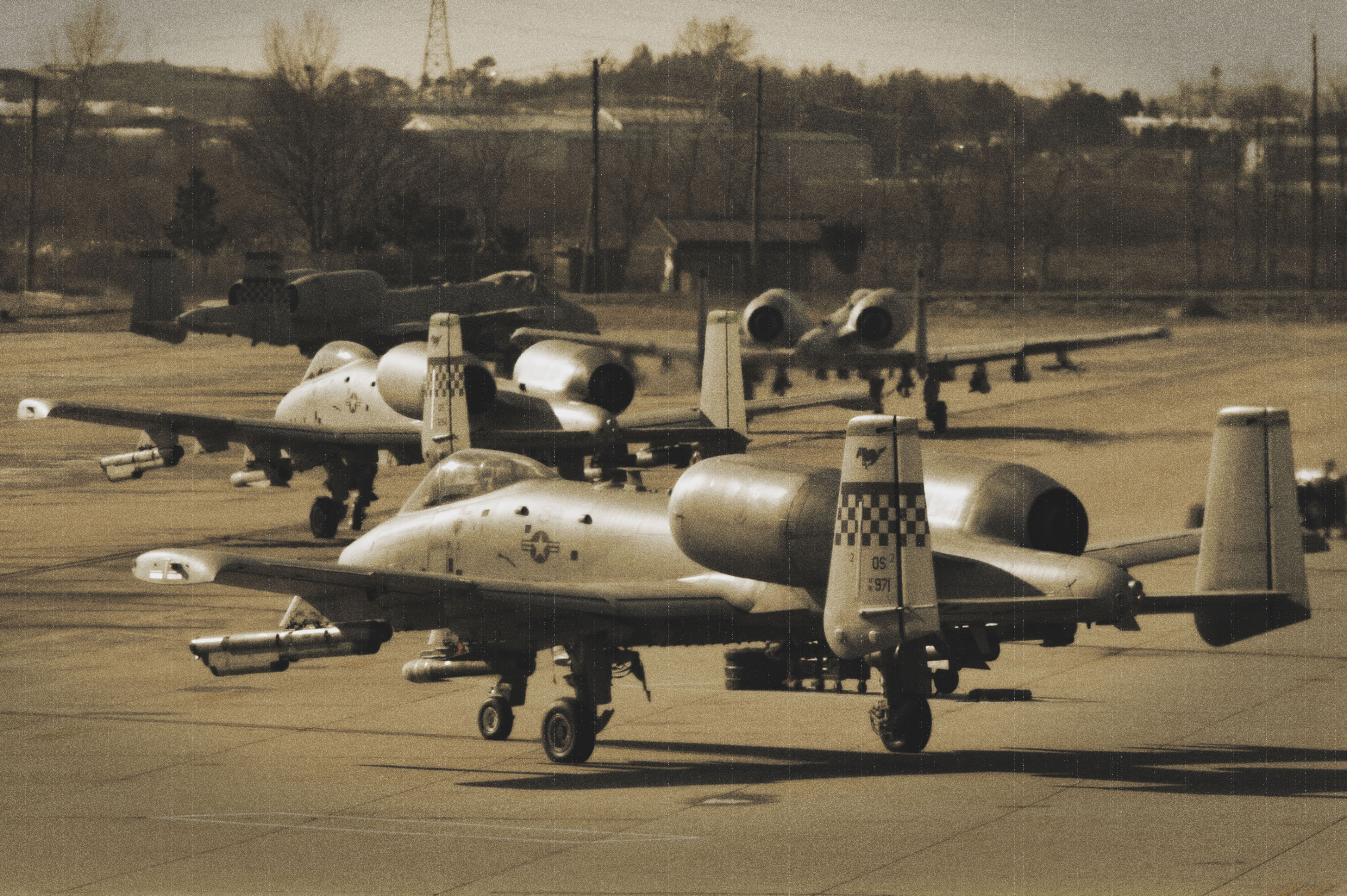
美國空軍第51戰鬥機聯隊部署在烏山空軍基地的A-10攻擊機

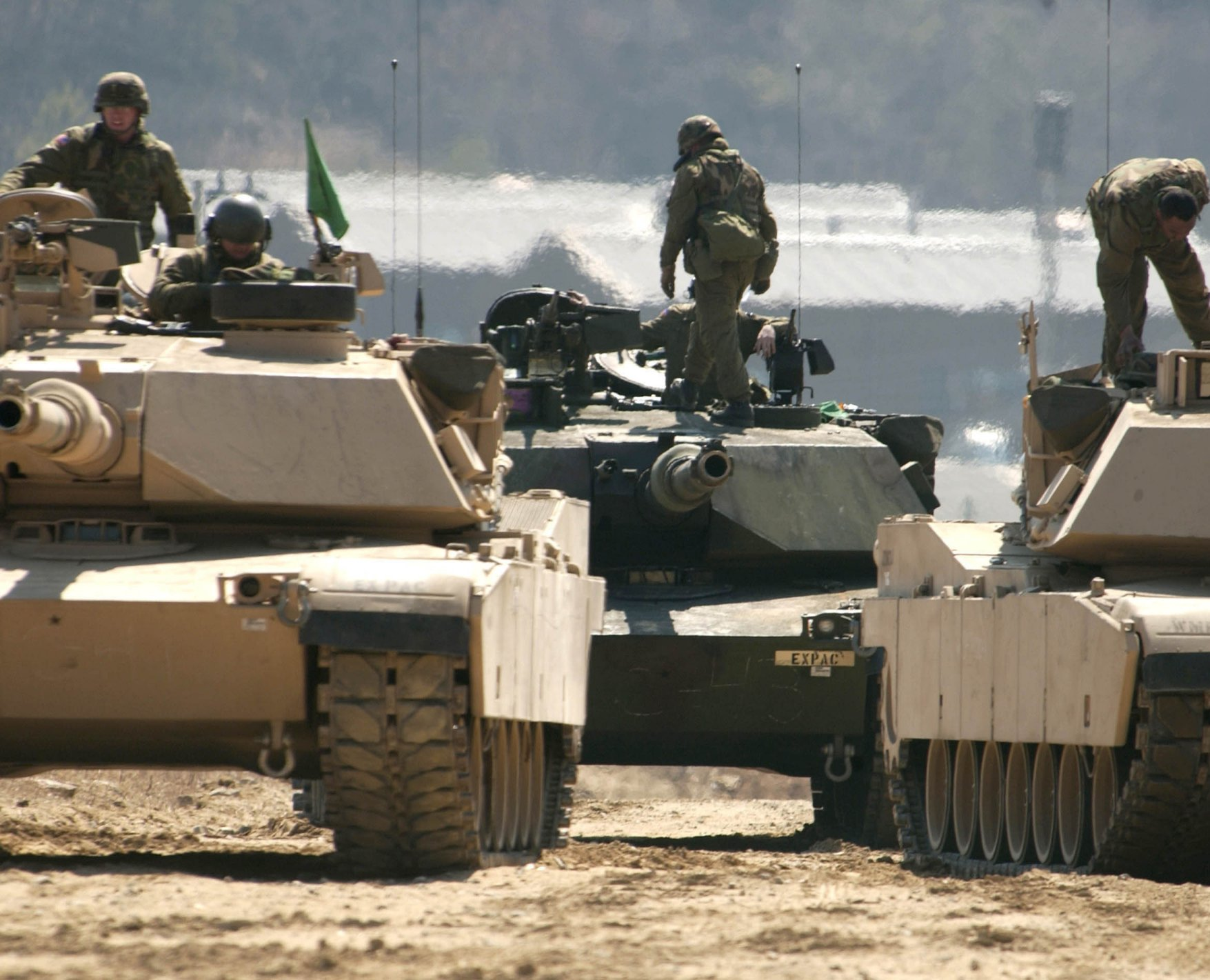
駐韓美軍的M1A1主力戰車

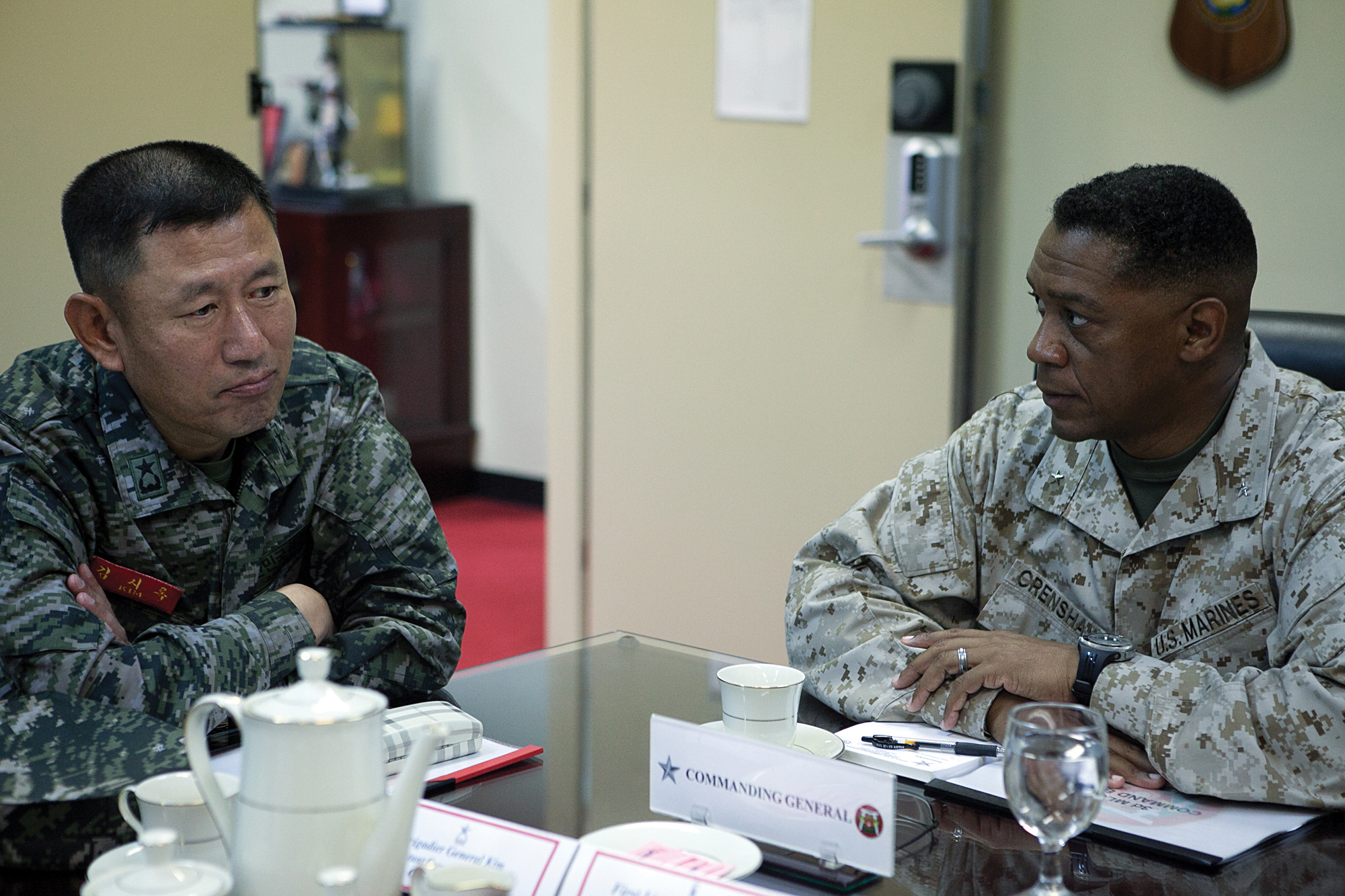
韓國海軍陸戰隊准將（左）與美國海軍陸戰隊准將（右）進行部隊訓練與未來發展事項的討論

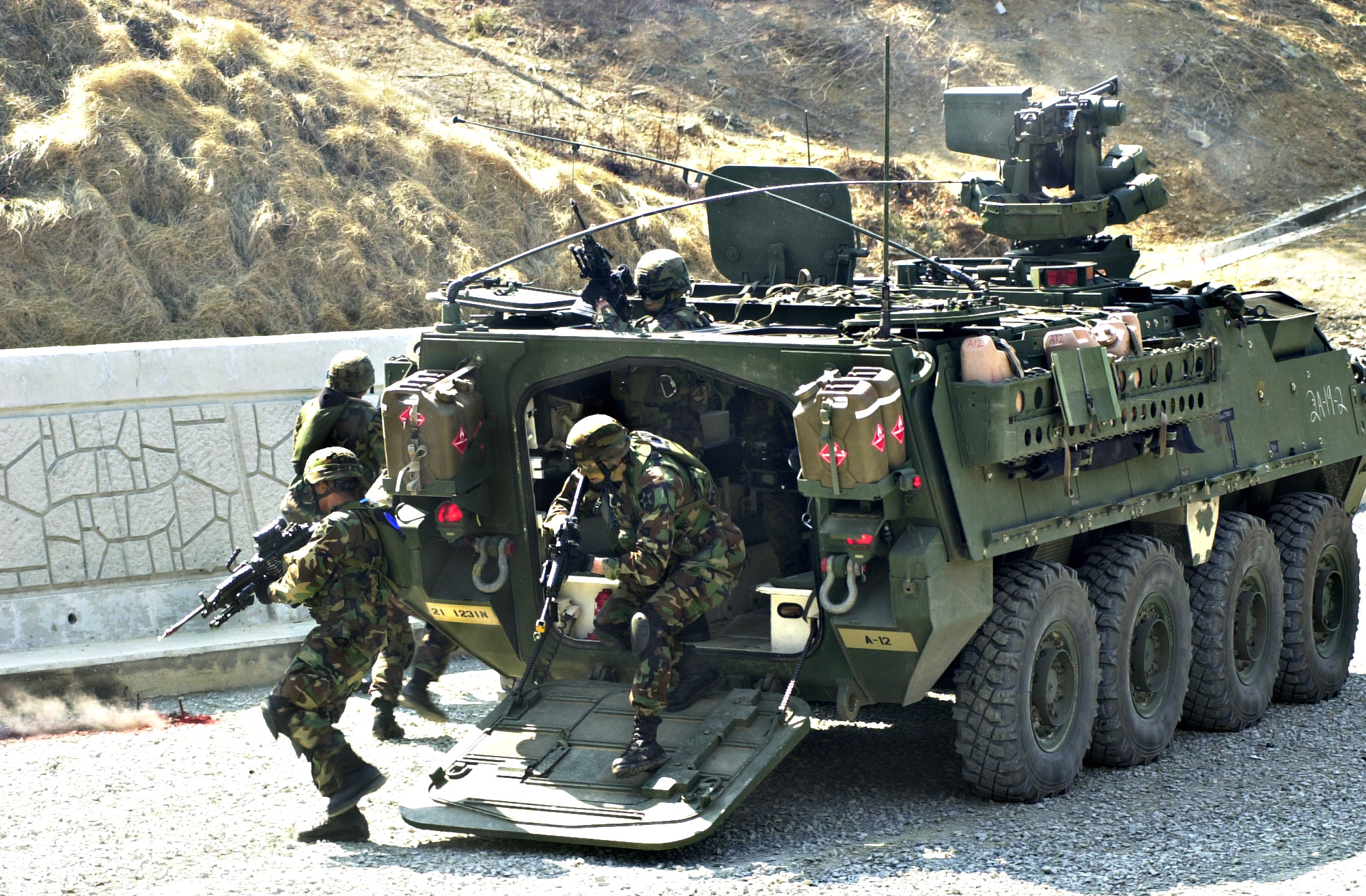
駐韓美軍部署的機械化步兵

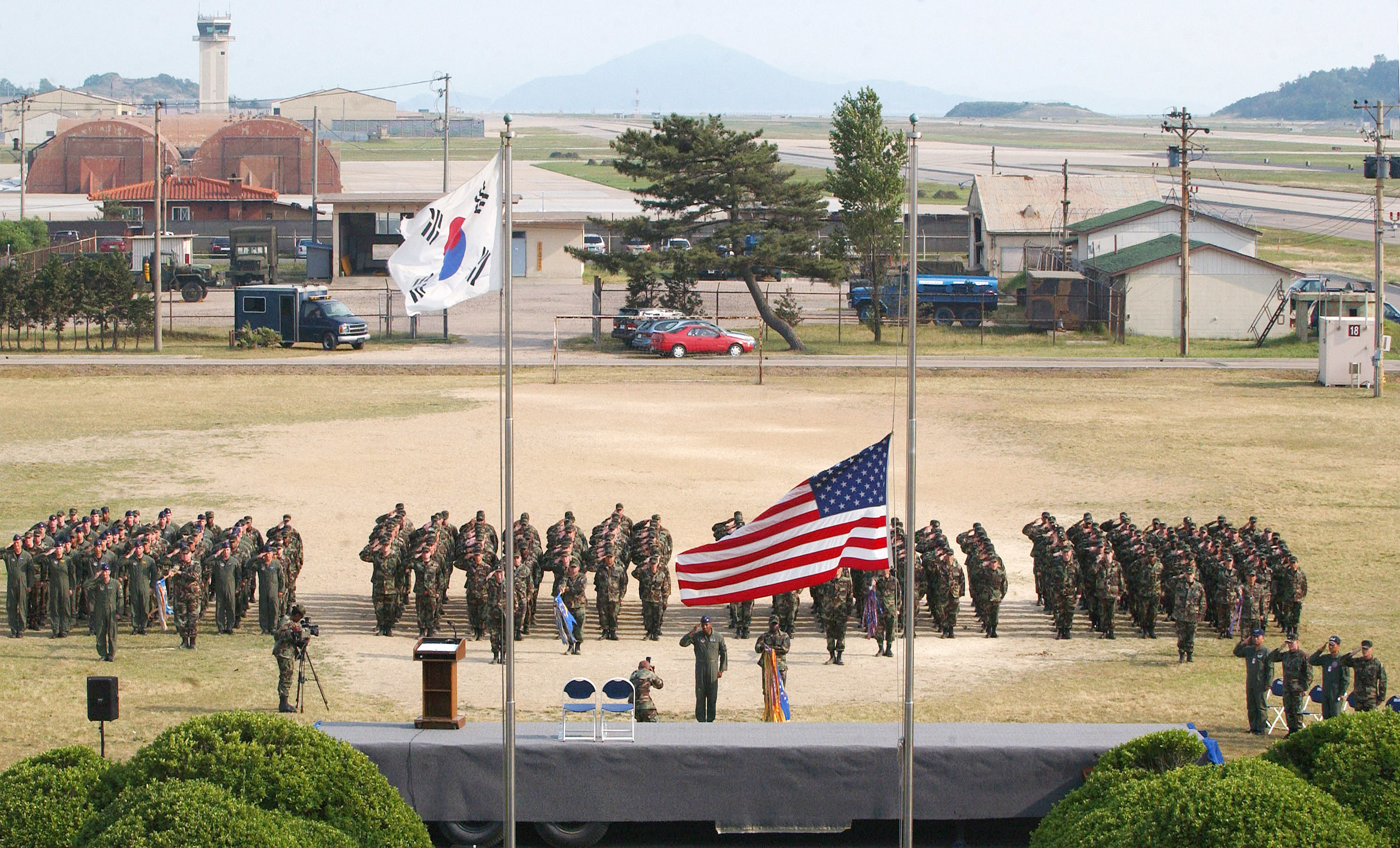
群山空軍基地裡的美國空軍士兵，正在進行升旗典禮

- 美國海軍：第七艦隊、美國海軍駐韓國司令部，274人
- 美國海軍陸戰隊：美國駐韓海軍陸戰隊部隊（朝鲜语：주한 미국 해병대），242人

## 主要基地
- 首爾特別市道峰區：傑克森營（英语：Camp Jackson (Korea)）
- 首爾特別市龍山區：科伊納營（英语：Camp Coiner）、金營、龍山基地
- 京畿道東豆川市：凱西營（英语：Camp Casey, South Korea）、卡斯特營（英语：Camp Castle）、霍維營（英语：Camp Hovey）、莫比爾營（英语：Camp Mobile）、Camp Nimble
- 京畿道平澤市：烏山空軍基地、韓福瑞營
- 京畿道坡州市：柏尼法斯營、Camp Edwards、Camp Garry Owen、Camp Giant、Camp Greaves、Camp Howze、Camp Stanton
- 京畿道城南市：城南高爾夫球場、首爾空軍基地（K-16）
- 京畿道水原市：水原空軍基地
- 京畿道議政府市：Camp Essayons、Camp Falling Water、Camp LaGuardia、紅雲營（英语：Camp Red Cloud）、席爾斯營（英语：Camp Sears）、史坦利營（英语：Camp Stanley）
- 京畿道龍仁市：Yongin
- 仁川廣域市桂陽区：馬基特營（英语：Camp Market）
- 江原道原州市：隆營（英语：Camp Long）、老鷹營（Camp Eagle）
- 大邱廣域市南區：Camp George、Camp Henry、Camp Walker、沃克營
- 慶尚北道漆谷郡：卡羅爾營（英语：Camp Carroll, South Korea）
- 慶尚北道浦項市：無敵營（英语：Camp Mujuk）（美國海軍陸戰隊設施）
- 慶尚南道昌原市鎮海區：鎮海海軍基地
- 釜山廣域市南區：釜山海軍基地
- 濟州特別自治道西歸浦市：Camp McNab
- 全羅北道群山市：群山空軍基地

### 已廢除基地
- 釜山廣域市釜山鎮区：海厄利亞營（英语：Camp Hialeah）（2006年8月10日關閉，將改建為釜山市民公園）[6][7]
- 江原道春川市：佩基營（2005年關閉）[7]

### 區域劃分
- 第1區（Area I）：紅雲營（英语：Camp Red Cloud）
- 第2區（Area II）：龍山基地（USAG Yongsan）
- 第3區（Area III）：漢弗萊營（USAG Humphreys）
- 第4區（Area IV）：大邱基地（USAG Daegu）
- 第5區（Area V）：烏山空軍基地（Osan AB）
- 第6區（Area VI）：群山空軍基地（Kunsan AB）

## 駐韓美軍法律地位
駐韓美軍法律地位分成五階段。

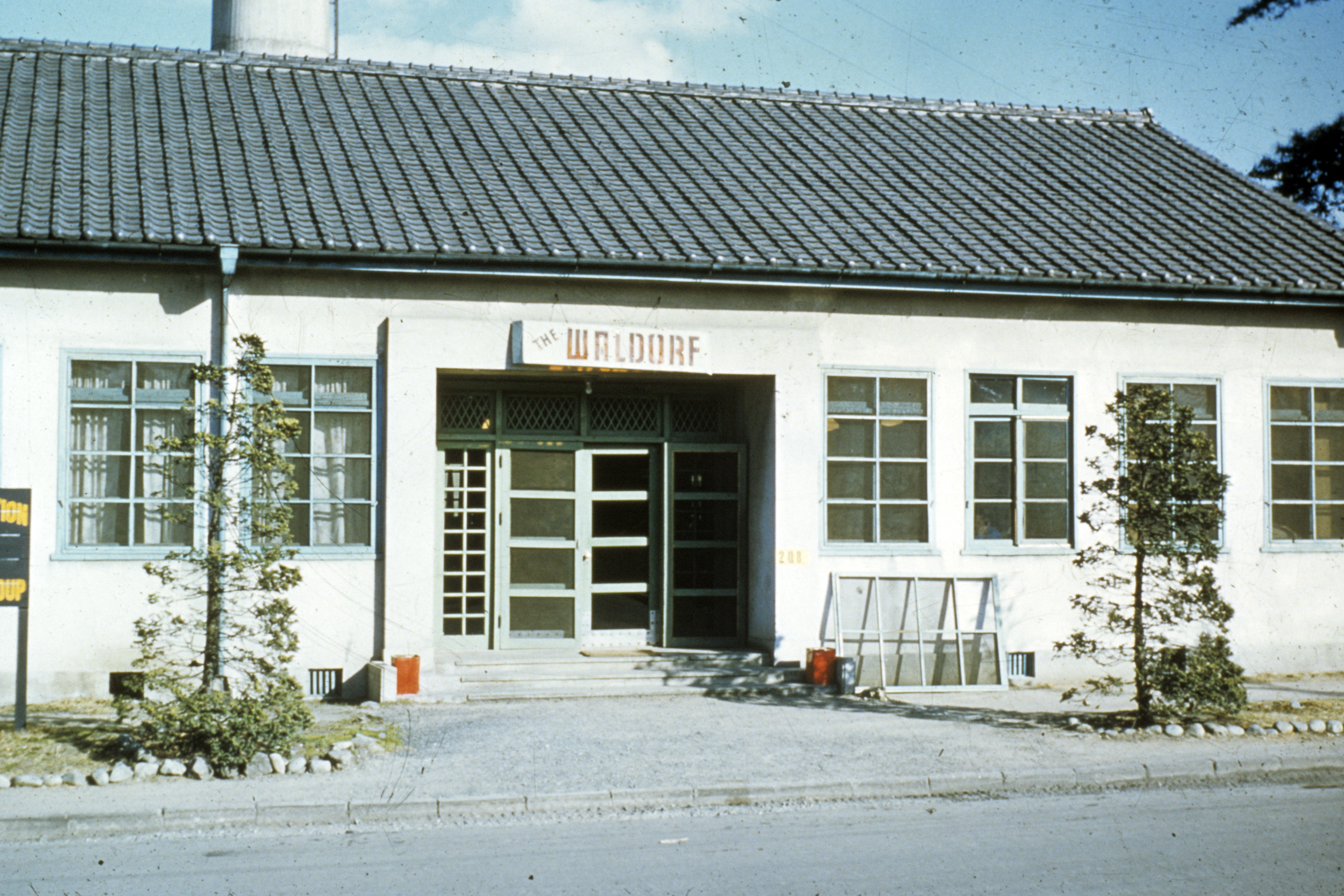
1950年代的駐韓美軍兵舍

- 1945年9月—1948年8月：駐朝鮮美國陸軍司令部軍政廳（USAMGIK）統治下，美國法律幾乎就是韓國法律。美軍擔任一切法庭審判，就連韓國人都要在英語法庭受審。[1]:185
- 1948年8月—1950年7月：大韓民國政府成立後，美軍亦逐步撤離，只有訂立「過渡期暫定軍事安全行政協定細則」。[1]:185
- 1950年7月—1967年2月：根据朝鲜战争初期締結的《大田協定》，韓國同意美軍有治外法權不審判美軍軍人在韓的犯罪行動，而交由美國審判[1]:185-186。1953年7月《韩美共同防御条约》後也曾檢討該條約存廢，因為很多美軍犯罪實際沒有得到懲處。
- 1967年2月—2002年12月：《駐韓美軍地位協定（英语：U.S.–South Korea Status of Forces Agreement）》（SOFA）生效，使得韓國對美軍犯罪恢復了名義上審判權。根据该协定，韩国拥有对美军犯罪嫌疑人的第一审判权，但如果受到美军当局的请求，除特别重要的情况下，韩国应放弃审判权。协定同时规定在美军队威信不能得到保障的情况下，美军犯罪嫌疑人可以拒绝审判等，驻韩美军仍享有治外法权。[1]:186
- 2002年12月—至今：根据修改协议，2002年12月以后，驻韩美军恶性犯罪引渡给韩国警方。韩国警方对杀人、强奸等恶性犯罪在逮捕嫌疑犯时可以持续拘留而不必先交给美军[1]:186。2013年12月11日，韩美签署了关于改善驻韩美军营外巡逻和劳务制度的协议，驻韩美军在军营外巡逻时，对美军之外的任何民间人士都不得予以执法[1]:190。

## 美軍罪行

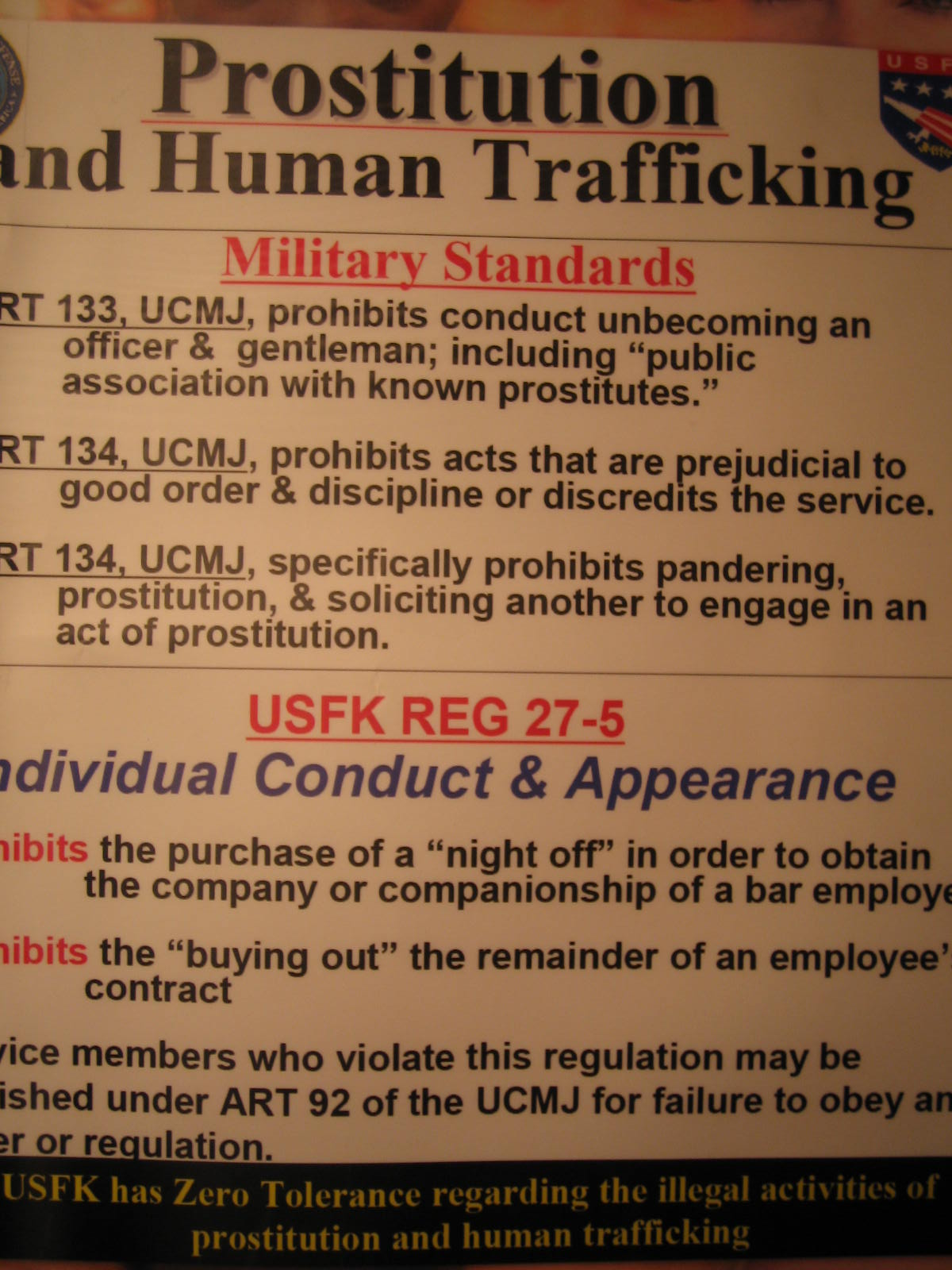
駐韓美軍關於賣淫和人口販賣的公告，警告美軍士兵不要參與此類非法行爲

在韓國，存在有反美軍的情緒，其中主因是美軍駐韓費用相當大是韓國納稅人負擔替美國供養軍隊（2007年韓國負擔率達42％）。且1993年後規定韓國平時單獨行使作戰權，但是戰時依然要與美國聯軍等於要交出指揮權。作戰權等於是軍隊的主權，所以很多人認為韓國的韓美聯合軍司令部有主權侵害的象徵。而且韓國政府把朝鲜38度軍事分界線附近廣大土地都借給美軍全權使用、美軍基地週邊住民為補償金問題也常發生糾紛，而基地佔去的用地往往也對蔓延中的城市構成發展上的障礙。這些都助長了反美情緒。
2000年7月13日，韩国环保组织“绿色韩国”指责驻韩美军于2月9日将大量甲醛倾倒入汉江，并要求美军惩罚相关负责人。14日，驻韩美军司令部就向汉江倾倒甲醛一事，向南韩民众公开承认并道歉。
2002年6月13日，美軍第2步兵師的工兵隊一輛裝甲車在京畿道楊州郡碾死兩名中學女生，使反美情緒達到高峰。
2020年7月4日，包括美军在内的一群外国人在海云台一带燃放几十支爆竹，惹是生非并违反防疫规定。他们的举动遭到当地居民及在野党的谴责。
現在進行中的駐韓美軍重編的基礎是「美韓聯合土地管理計劃」（LPP；Land Pertnership Plan），其目的在于降低反美情緒。
2021年5月29日，在美国阵亡将士纪念日即将到来之际，29日晚至30日凌晨，包括驻韩美军在内的2,000余名外国人在釜山海云台海水浴场和龟南路一带不戴口罩饮酒狂欢，肆意燃放烟花爆竹，引发当地居民不安。
2022年3月24日，一名驻韩美军酒后驾车，并在撞上出租车后逃离现场。被撞的出租车司机追上美军驾驶的车辆后，被肇事美军及其同伙殴打。
2023年8月，20多名驻韩美军士兵因涉嫌参与偷运、贩卖和吸食毒品被捕。

## 作戰計畫
美軍有許多已公開的應變性作戰計畫因應朝鲜可能的行動。有許多因應國際情勢改變的計畫細節已經廢棄或是更改。
- 作戰計畫5026：朝鮮核問題後1990年代想定的作戰。偷襲朝鲜核武設施的作戰。
- 作戰計畫5027：朝鲜大舉入侵時的聯合作戰防衛想定。（最後以暫時後退保存實力等待反擊和援軍作為主體構想。）
- 作戰計畫5028：細節不明。
- 作戰計畫5029：1999年立案。以朝鲜內亂時想定的介入方案。
- 作戰計畫5030：2003年立案。以軍事介入為前提的事前諜報工作作戰。

## 歷任司令
| 照片                                                | 姓名                                               | 軍階     | 任期開始       | 任期結束       |
| --------------------------------------------------- | -------------------------------------------------- | -------- | -------------- | -------------- |
|                                                     | 喬治·戴克 （George Decker）                        | 陸軍上將 | 1957年7月1日   | 1959年6月30日  |
|                                                     | 卡特·麥格魯德 （Carter B. Magruder）               | 陸軍上將 | 1959年7月1日   | 1961年6月30日  |
|                                                     | 蓋·梅洛伊 （Guy S. Meloy）                         | 陸軍上將 | 1961年7月1日   | 1963年7月31日  |
|                                                     | 漢密爾頓·豪泽 （Hamilton H. Howze）                | 陸軍上將 | 1963年8月1日   | 1965年6月15日  |
|                                                     | 德懷特·比其 （Dwight E. Beach）                    | 陸軍上將 | 1965年6月16日  | 1966年8月31日  |
|                                                     | 查爾斯·邦尼斯蒂尔三世 （Charles H. Bonesteel III） | 陸軍上將 | 1966年9月1日   | 1969年9月30日  |
|                                                     | 約翰·麥克利斯 （John H. Michaelis）                | 陸軍上將 | 1969年10月1日  | 1972年8月31日  |
|                                                     | 唐纳德·贝奈特 （Donald V. Bennett）                | 陸軍上將 | 1972年9月1日   | 1973年7月31日  |
|                                                     | 理查德·史迪威 （Richard G. Stilwell）              | 陸軍上將 | 1973年8月1日   | 1976年10月8日  |
| 1978年11月7日起駐韓美軍司令兼任韓美聯合司令部司令官 |                                                    |          |                |                |
|                                                     | 約翰·維西 （John W. Vessey）                       | 陸軍上將 | 1976年10月8日  | 1979年7月10日  |
|                                                     | 约翰·威克姆 （John A. Wickham, Jr.）               | 陸軍上將 | 1979年7月10日  | 1982年6月4日   |
|                                                     | 羅伯特·森納瓦德 （Robert W. Sennewald）            | 陸軍上將 | 1982年6月4日   | 1984年6月1日   |
|                                                     | 威廉·利弗西 （William J. Livsey）                  | 陸軍上將 | 1984年6月1日   | 1987年6月25日  |
|                                                     | 路易斯·梅尼特里 （Louis C. Menetrey）              | 陸軍上將 | 1987年6月25日  | 1990年6月26日  |
|                                                     | 羅伯特·里斯卡西 （Robert W. RisCassi）             | 陸軍上將 | 1990年6月26日  | 1993年6月15日  |
|                                                     | 蓋瑞·路克 （Gary E. Luck）                         | 陸軍上將 | 1993年6月15日  | 1996年7月9日   |
|                                                     | 約翰·提拉立 （John H. Tilelli）                    | 陸軍上將 | 1996年7月9日   | 1999年12月9日  |
|                                                     | 托馬斯·施瓦茨 （Thomas A. Schwartz）               | 陸軍上將 | 1999年12月9日  | 2002年5月1日   |
|                                                     | 利昂·拉波特 （Leon J. LaPorte）                    | 陸軍上將 | 2002年5月1日   | 2006年2月3日   |
|                                                     | 波維爾·貝爾 （B. B. Bell）                         | 陸軍上將 | 2006年2月3日   | 2008年6月3日   |
|                                                     | 沃尔特·夏普 （Walter "Skip" Sharp）                | 陸軍上將 | 2008年6月3日   | 2011年7月14日  |
|                                                     | 詹姆斯·瑟曼 （James D. Thurman）                   | 陸軍上將 | 2011年7月14日  | 2013年10月2日  |
|                                                     | 柯帝士·斯卡帕羅蒂 （Curtis M. Scaparrotti）        | 陸軍上將 | 2013年10月2日  | 2016年4月30日  |
|                                                     | 文森特·布魯克斯 （Vincent K. Brooks）              | 陸軍上將 | 2016年4月30日  | 2018年11月7日  |
|                                                     | 羅伯特·艾布蘭 （Robert B. Abram）                  | 陸軍上將 | 2018年11月7日  | 2021年7月2日   |
|                                                     | 保羅·拉卡梅拉 （Paul LaCamera）                    | 陸軍上將 | 2021年7月2日   | 2024年12月20日 |
|                                                     | 澤維爾·布倫森 （Xavier T. Brunson）                | 陸軍上將 | 2024年12月20日 | 現任           |

### 引用
1. 1 2 3 4 5 6 7 8 9  赵杨、刘吉文、李潇. . 北京: 世界知识出版社. 2015年12月. ISBN 978-7-5012-5138-4.
2. ↑  .   [2020-12-12]. （原始内容存档于2021-01-27）. （页面存档备份，存于）
3. ↑  .   [2020-12-12]. （原始内容存档于2020-12-12）. （页面存档备份，存于）
4. ↑  Kane, Tim. . The Heritage Foundation. The Heritage Foundation. 24 May 2006  [9 April 2018]. （原始内容存档于2022-05-19）. （页面存档备份，存于）
5. ↑  Work, Clint. . 38 North (The Henry L. Stimson Center). 25 August 2020  [25 August 2020]. （原始内容存档于2022-04-07）. （页面存档备份，存于）
6. ↑  .   [2013-06-01]. （原始内容存档于2013-04-25）. （页面存档备份，存于）
7. 1 2 3  春川美軍基地佩基營將於明天作為公園向民眾開放 （页面存档备份，存于）－韓國中央日報，2013年6月7日
8. ↑  . 中国新闻网. 2000-07-14  [2020-10-07]. （原始内容存档于2020-10-12） （中文（中国大陆））. （页面存档备份，存于）
9. ↑  . 中国新闻网. 2000-07-14  [2020-10-07]. （原始内容存档于2020-10-10） （中文（中国大陆））. （页面存档备份，存于）
10. ↑  碾死韓國少女美士兵遭起訴 （页面存档备份，存于）－BBC中文網
11. ↑  驻韩美军又酿严重车祸　战车轧死两名14岁韩少女 的存檔，存档日期2004-09-04.
12. ↑  손문정. . 韩联社（韩国联合通讯社）. 2020-07-06  [2020-07-07]. （原始内容存档于2020-07-07） （中文）. （页面存档备份，存于）
13. ↑  . military.china.com.   [2020-07-07]. （原始内容存档于2020-07-25）. （页面存档备份，存于）
14. ↑  中時電子報. . 中時電子報.   [2020-07-07]. （原始内容存档于2020-07-07） （中文（臺灣））. （页面存档备份，存于）
15. ↑  . news.ifeng.com.   [2021-05-31]. （原始内容存档于2022-03-29）. （页面存档备份，存于）
16. ↑  . 新华网.   [2022-03-29]. （原始内容存档于2022-03-29）. （页面存档备份，存于）
17. ↑  . news.sbs.co.kr.   [2022-03-29]. （原始内容存档于2022-03-29）. （页面存档备份，存于）
18. ↑  . 搜狐. 2023-08-04  [2023-08-04]. （原始内容存档于2023-08-04） （中文）. （页面存档备份，存于）
19. ↑   (PDF).   [2008-10-10]. （原始内容 (PDF)存档于2009-06-17）. （页面存档备份，存于）